# Friedenskirche (Münster)

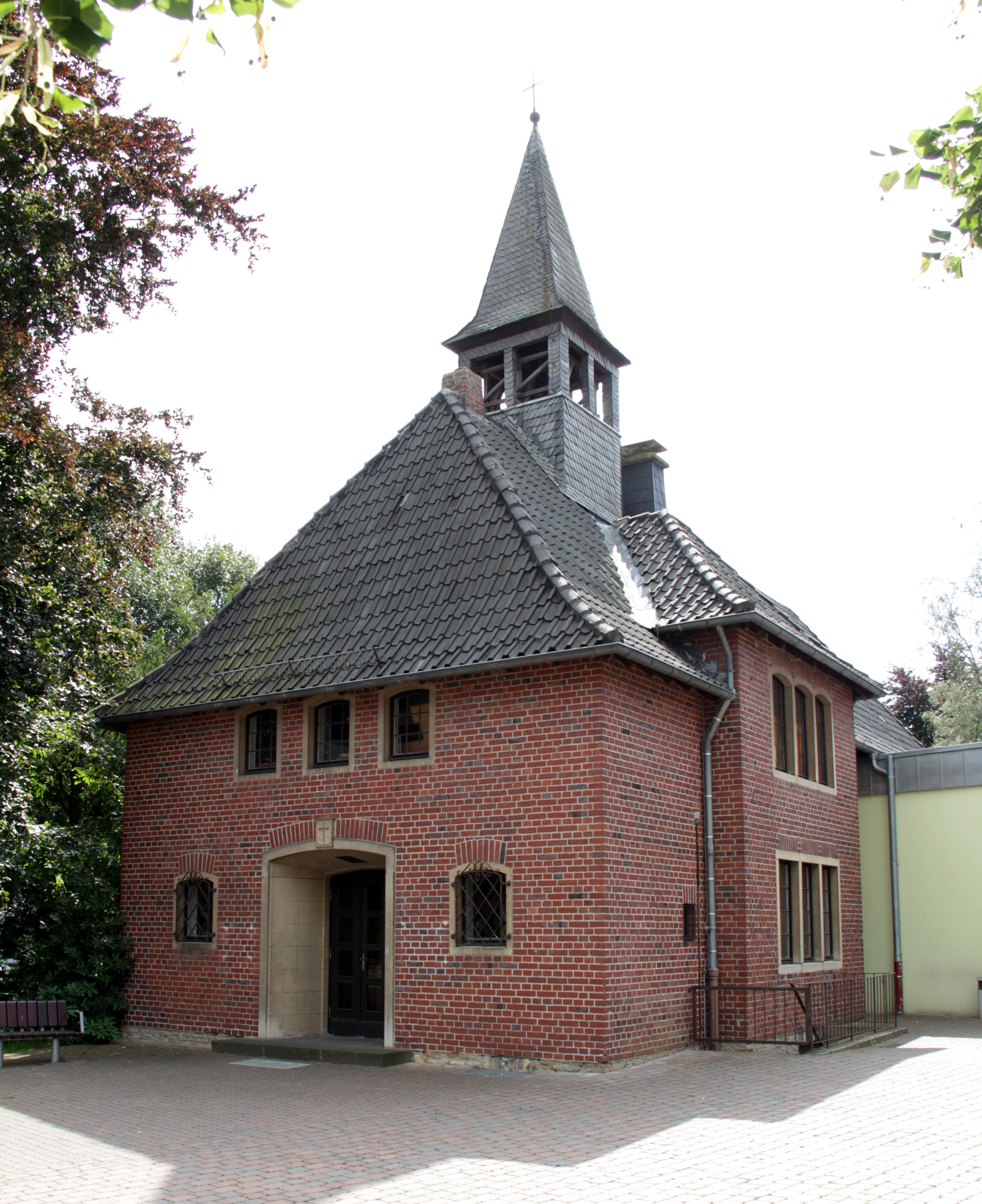
Ev. Friedenskirche Münster in Angelmodde/Gremmendorf

Die Friedenskirche ist das denkmalgeschützte Kirchengebäude der evangelischen Friedens-Kirchengemeinde Münster, zu der die Stadtteile Gremmendorf und Angelmodde gehören. Die Kirche steht in Angelmodde, im Grenzbereich beider Gemeindeteile. Es handelt sich bei der Friedenskirche um einen einfachen, einschiffigen Kapellenbau in Massivbauweise mit Walmdach. Auf dem First des Hauptdaches enthält ein kleiner Dachreiter zwei Glocken.

## Baugeschichte
1930 wurde im Stadtteil Gremmendorf der „Evangelische Kirchbauverein Gremmendorf“ gegründet. Aus Sicht der damaligen Gesamtkirchengemeinde Münster bestand allerdings zu diesem Zeitpunkt keine Notwendigkeit für einen weiteren evangelischen Kirchbau in der Filialgemeinde Gremmendorf-Angelmodde. Auch der Beginn des Zweiten Weltkriegs stand einer Realisierung des Bauvorhabens entgegen.
Nach Ende des Krieges wuchs die evangelische Bevölkerung in Angelmodde und Gremmendorf durch viele Geflüchtete stark an, so dass ein Kirchbau neu erwogen wurde. Baudirektor Rudolf Borchers, der in der Ev. Kirche von Westfalen als Bauberater tätig war, entwarf den Bauplan für eine „Kapelle Münster-Gremmendorf“. 1952 wurde das Gebäude als erster Kirchbau nach dem Zweiten Weltkrieg an der damaligen Friedensstraße (heute: Zum Erlenbusch) erbaut. Bauleitung hatte der Münsteraner Architekt Bernhard Füßmann. Baubeginn war am 17. Juni 1952. Wenige Tage später, am 20. Juni, mussten die Arbeiten wegen eines Bombenfunds unterbrochen werden. Die Grundsteinlegung fand am 27. Juli 1952 statt, Richtfest war am 13. September 1952. Eingeweiht wurde die erste Diasporakirche Münsters schließlich unter dem Namen „Friedenskirche“ am 4. Advent 1952 (21. Dezember 1952).
1954 wurde die Ev. Kirchengemeinde Wolbeck als selbstständige Gemeinde mit den Bezirken Albersloh, Angelmodde, Gremmendorf und Wolbeck aus der Gesamtgemeinde Münster ausgegliedert. In den Folgejahren wurden in der Kirchengemeinde 1956 die Gnadenkirche in Albersloh und 1965 die Christuskirche in Wolbeck erbaut.
1977 erfolgte eine Umgestaltung der Friedenskirche. Ursprünglich war das Gebäude in vier Bereiche unterteilt: einen Altarraum, den eigentlichen Kirchraum, einen durch Türen abtrennbaren Gemeinderaum und darüber einen Jugendraum, der zugleich als Empore genutzt werden kann. Bei der Renovierung anlässlich des 25. Kirchbaujubiläums wurde unter anderem der Altarraum durch Vorziehen der Altarstufen erweitert und die Verbindungstür zwischen Kirchenraum und Gemeinderaum entfernt.
Am 1. Januar 1979 wurde die stark gewachsene Ev. Kirchengemeinde Wolbeck geteilt, die Ev. Friedens-Kirchengemeinde Münster als eigenständige Gemeinde gegründet und nach ihrem schon vorhandenen Kirchbau benannt. Im Jahr 2002 wurde die Friedenskirche unter Denkmalschutz gestellt. In den Jahren 2004/2005 wurde das 1968/69 errichtete Jugendheim neben der Friedenskirche durch einen Gemeinhaus-Neubau ersetzt. Im Zuge dieses Neubaus wurde die Nordwand der Friedenskirche entfernt und an dieser Stelle ein Gemeindesaal angebaut, der die Friedenskirche und das neue Gemeindehaus miteinander verbindet.

## Ausstattung

### Glocken
Der Dachreiter enthält zwei Glocken. Die kleinere Glocke ist in „a“ gestimmt und enthält die Aufschrift „O Land; Land; Land; Höre des Herrn Wort (Jeremias 22,29)“. Die größere Glocke ist in „fis“ gestimmt und enthält die Aufschrift „Ehre sei Gott in der Höhe und Frieden auf Erden (Lukas 2,14)“. Der Glockenguss fand am 3. Oktober 1952 statt. Der erste Glockenanschlag erfolgte am 22. November 1952.

### Orgel
Die Orgel der Friedenskirche wurde 1978/79 durch die Orgelbaufirma Führer aus Wilhelmshaven gebaut und am 4. Mai 1979 mit einem Festkonzert eingeweiht. Die Konzeption der Orgel geht zurück auf den Orgelsachverständigen der westfälischen Landeskirche Martin Blindow. Sie verfügt über neun Register, die sich auf zwei Manuale und Pedal verteilen. Sie hat eine barocke Klanggestaltung.

### Der segnende Christus
1978 wurde neben dem Altarraum auf einem Sockel eine mittelalterliche Christusfigur aufgestellt. Die Figur ist vermutlich um 1520 in Süddeutschland geschaffen worden und besteht aus Lindenholz. Die ursprüngliche Farbgebung ist nicht mehr erhalten. Die Figur hebt die rechte Hand zu einer Segensgeste.